# 上條努
上條 努（かみじょう つとむ、1954年（昭和29年）1月6日 - ）は、日本の実業家。サッポロホールディングス株式会社代表取締役社長兼グループCEO、みやぎ絆大使、一般財団法人バイオインダストリー協会会員。

## 概要
サッポロ飲料株式会社社長当時、2013年1月の株式会社ポッカコーポレーションとの経営統合を成し遂げる。2015年12月期連結業績では、主力ビールブランドの「サッポロ黒ラベル」の販売を21年ぶりに前期実績を上回らせ、高級ビールの「ヱビスビール」を軌道に乗せる等手腕を発揮した。

## 経歴
- 1954年 - 宮城県仙台市生まれ。
- 1972年 - 宮城県仙台第二高等学校卒業[4]。
- 1976年 - 慶應義塾大学法学部卒業。
  - 同年 -  サッポロビール株式会社入社。
- 1985年 - サッポロUSAサンフランシスコ支店長。
- 1991年 - サッポロビール経営企画部長。
- 1996年 - サッポロビール飲料株式会社に出向。
- 2001年 - サッポロビール飲料株式会社取締役。
- 2003年 - 純粋持株会社移行に伴い、サッポロビール飲料株式会社を新設。
  - 同年 - 常務。
- 2004年 - サッポロ飲料株式会社へ社名変更。
- 2005年 - 経営戦略本部長。
- 2007年 - サッポロホールディングス株式会社取締役経営戦略本部長。
- 2009年 - 常務。
- 2011年 - 代表取締役社長。